# Lasioptera virgata
Lasioptera virgata är en tvåvingeart som beskrevs av Frederick Askew Skuse 1890. Lasioptera virgata ingår i släktet Lasioptera och familjen gallmyggor. Inga underarter finns listade i Catalogue of Life.